# Apega
Apega, auch als die erste Eiserne Jungfrau bezeichnet, ist ein Folterinstrument, das auf den spartanischen Tyrannen Nabis (207–192 v. Chr. König von Sparta) zurückgehen soll. 

## Beschreibung
Nach dem Bericht des Polybios hat der spartanische König Nabis sich eine mit prachtvollen Kleidern versehene Jungfrau aus Eisen anfertigen lassen, die seiner eigenen Frau Apega so weit wie möglich ähnelte. Die eiserne Apega soll unter den Gewändern an Armen, Händen und Brüsten spitze Nägel gehabt haben. Weigerte sich nun ein Bürger, Tribut zu zahlen, so habe ihn die eiserne Apega an die Brust genommen, bis er nachgab oder zu Tode gebracht wurde.